# Alto Araguaia
Alto Araguaia este un oraș în statul Mato Grosso (MT), Brazilia.